# Growling
Unter Growling (deutsch Knurren) versteht man im Allgemeinen die Veränderung eines musikalischen Klanges ins Aggressive durch Hinzufügung von Gesang zu einer gesangsfremden Handlung. Man unterscheidet hierbei zwei Arten.

## Growling bei Blasinstrumenten
Growling ist eine Spieltechnik bei Blasinstrumenten, bei der der gespielte Ton durch gleichzeitiges Singen eines anderen oder desselben Tons gebrochen und so der Klang verfremdet wird. Es entsteht ein heiserer, aggressiverer Klang, der besonders charakteristisch etwa für den Fusion Saxophon Sound ist.
Wird der Ton gesungen, der auch gegriffen ist, entstehen durch geringe Abweichungen in der Intonation hörbare Interferenzen, die eine relativ geringe Frequenz haben. Sie werden im Sinne eines räumlichen Effekts wie bspw. des Chorus wahrgenommen. Vergleichbar ist der Effekt mit einem doppelchörigen Instrument.
Auf dem Saxophon entsteht er, wenn man zusätzlich zum gespielten Ton einen in der Tonhöhe undefinierten, aber tiefer liegenden Ton als den gespielten Ton singt. Bei der Trompete oder Posaune wird der Growl-Effekt erzeugt durch eine bestimmte Zungentechnik in Verbindung mit nicht vollständig gedrückten Ventilen und einem Plunger-Dämpfer, der vor dem Schalltrichter des Instruments bewegt wird. Es entsteht ein gurgelnder, rauer Klang, der im Jazz, der Rockmusik, dem Blues und Rock ’n’ Roll als Effekt benutzt wird.
Bekannt für ihr Growl-Spiel sind unter anderem der Saxophonist Clarence Clemons und die Trompeter Bubber Miley, Hot Lips Page und Cootie Williams.

## Growling im Gesang
Growling im Gesang bezeichnet tiefe sowie aggressiv-helle, meist geschriene Vocals in einigen Genres des Metal. Außerdem gibt es noch die „Grunts“, das sind sehr tiefe Growls, die schon in Pig Squeals übergehen können.